# 五乙烯六胺
五乙烯六胺是一种有机化合物，化學式為C10H28N6。它可由小分子乙烯胺（亚乙基胺）和氮丙环逐步反应制得，并通过和对甲苯磺酸成盐及在水中重结晶来提纯。它和甲醛、甲酸在水中加热反应，可以得到N,N,N',N'',N''',N'''',N''''',N'''''-八甲基五乙烯六胺。它可以和金属配位，形成配合物。